# Alex Kidd: High-Tech World
Alex Kidd: High Tech World är ett sidscrollande plattformsspel med inslag från äventyrsgenren, utgivet av Sega 1987 till Sega Master System. Spelet ingår i Alex Kidd-serien, och är ursprungligen det japanska spelet Anmitsu Hime, baserat på den tecknade serien med samma namn.
Eftersom spelet inte är ett Alex Kidd-spel i Japan, förvirrades många spelare i västvärlden, till exempel då Alex Kidds far dyker upp, fastän han var försvunnen i Alex Kidd in Miracle World, och inte återfanns förrän i Alex Kidd in the Enchanted Castle. Även Alex Kidds bror James dyker upp i spelet.

## Handling
Alex Kidd kontaktas av sina vänner, som berättar för honom att den nya arkadhallen High Tech World öppnat i staden. Alex har en karta dit, men den har slitits isär och är utspridd i åtta delar, och skall återfinnas innan arkadhallen stänger klockan fem. Han löser pussel, svarar på frågor, springer ärenden och utför hushållsarbete för att återfinna delarna. Då han väl funnit dem får han reda på att grinden till huset är låst, och han inte kan ta sig iväg. Alex Kidd använder sig av en hängglidare för att lämna huset, och landar i skogen. På vägen till arkadhallen, dyker en ninjaklan upp och angriper honom. Efter att ha besegrat dem kan han slutligen ta sig till arkadhallen.

### Fotnoter
1. ↑  Kurt Kalata, Alex Kidd, Hardcore Gaming 101
2. ↑  Alex Kidd: High-Tech World på GameFAQs (engelska)